# Сабельников Федір Сидорович
Фе́дір Си́дорович Са́бельников (нар. 1908 — пом. 1947) — радянський військовик часів Другої світової війни, командир 222-го гвардійського стрілецького полку 72-ї гвардійської стрілецької дивізії 7-ї гвардійської армії, гвардії майор. Герой Радянського Союзу (1943).

## Життєпис
Народився 9 травня 1908 року в селі Караїчному Вовчанського повіту Харківської губернії Російської імперії (нині — Вовчанського району Харківської області), в селянській родині. Росіянин. Здобув неповну середню освіту. Працював будівельником у Харкові.
У 1930 році призваний до війська. Службу проходив у прикордонних військах. До 1932 року — командир відділення провідників службових собак 6-го прикордонного загону Ленінградського військового округу. У 1934 році закінчив піхотне відділення 3-ї прикордонної школи ВОДПУ імені В. Р. Менжинського й призначений командиром стрілецького взводу на заставі 25-го Молдавського загону прикордонної охорони ОДПУ СРСР. У 1937 році вийшов у запас. У 1939 році старший лейтенант Ф. С. Сабельников вдруге призваний до лав РСЧА. Обіймав посаду командира роти 600-го стрілецького полку 147-ї стрілецької дивізії.
Учасник німецько-радянської війни з 22 червня 1941 року. Воював на Південному, Сталінградському, Донському, Воронезькому, Степовому та 2-му Українському фронтах. Був командиром роти, заступником командира і командиром стрілецького батальйону.
У листопаді 1942 року закінчив прискорений курс Військової академії імені М. В. Фрунзе. З 20 грудня 1942 року — командир 1392-го стрілецького полку 422-ї стрілецької дивізії. Член ВКП(б) з 1943 року.
Особливо командир 222-го гвардійського стрілецького полку 72-ї гвардійської стрілецької дивізії гвардії майор Ф. С. Сабельников відзначився під час битви за Дніпро. У ніч з 25 на 26 вересня 1943 року, не маючи табельних засобів для переправи, вміло організував і у важких умовах провів операцію з форсування річки Дніпро в районі села Новий Орлик (нині затоплене водами Кам'янського водосховища) — Бородаївка у Верхньодніпровському районі Дніпропетровської області. З боями полк пройшов до 4-х км, чим виконав поставлене бойове завдання командування на прорив оборони супротивника.
У серпні 1945 року полк під командуванням Ф. С. Сабельникова брав участь у радянсько-японській війні в складі військ Забайкальського фронту. Здолавши Великий Хінган, його гвардійці захопили місто Мукден.
З травня 1946 року підполковник Ф. С. Сабельников обіймав посаду військового комісара Молотовського району міста Грозного (Чечня). Помер від туберкульозу 17 березня 1947 року. Похований на Центральному кладовищі.

## Нагороди
Указом Президії Верховної Ради СРСР від 26 жовтня 1943 року «за зразкове виконання бойових завдань командування на фронті боротьби з німецькими загарбниками та виявлені при цьому відвагу і героїзм», гвардії майорові Сабельникову Федору Сидоровичу присвоєне звання Героя Радянського Союзу з врученням ордена Леніна і медалі «Золота Зірка» (№ 3185).
Також нагороджений орденами Червоного Прапора (06.02.1943), Суворова 3-го ступеня (19.04.1945), Вітчизняної війни 1-го ступеня (01.10.1945), Червоної Зірки (12.08.1943) і медалями.